# Игрутиновић
Презиме Игрутиновић је веома старо српско презиме. Постојала су 3 рођена брата Игрутин, Драгутин и Милутин која су у 19.веку живела у близини планине Колашин (Црна Гора), због прогона Турака браћа су морала да оду. Иако су се браћа свим силама борила против Турака, ипак су Турци били бројчано јачи. Браћа насељавају Карановац (данашње Краљево), село Опланићи. Браћа су се расподелила по брдима. Игрутин је населио прво брдо, Драгутин друго брдо, а Милутин треће брдо Опланића. Не задуго Милутин и Драгутин бивају убијени од стране Турака. Игрутин тада није био ту када се то десило. Игрутину остају сва три брда и полако их гради и насељава. Проналази жену Милунку која рађа шесторицу синова. Тако су три брда у Опланићима почела да се насељавају од стране Игрутина. Игрутин од власти добија наставак -овић на презиме, тако да се звао Игрутин Игрутиновић. У близини Опланића постоји цео родослов о породици Игрутиновић.